# 类偏体虫属
类偏体虫属（学名：Agnathodysteria）是偏体虫科下的一个属。

## 下属物种
本属包括以下物种：
- 近岸类偏体虫 Agnathodysteria littoralis Deroux, 1976[2]，海滨类偏体虫